# Vrachtschip

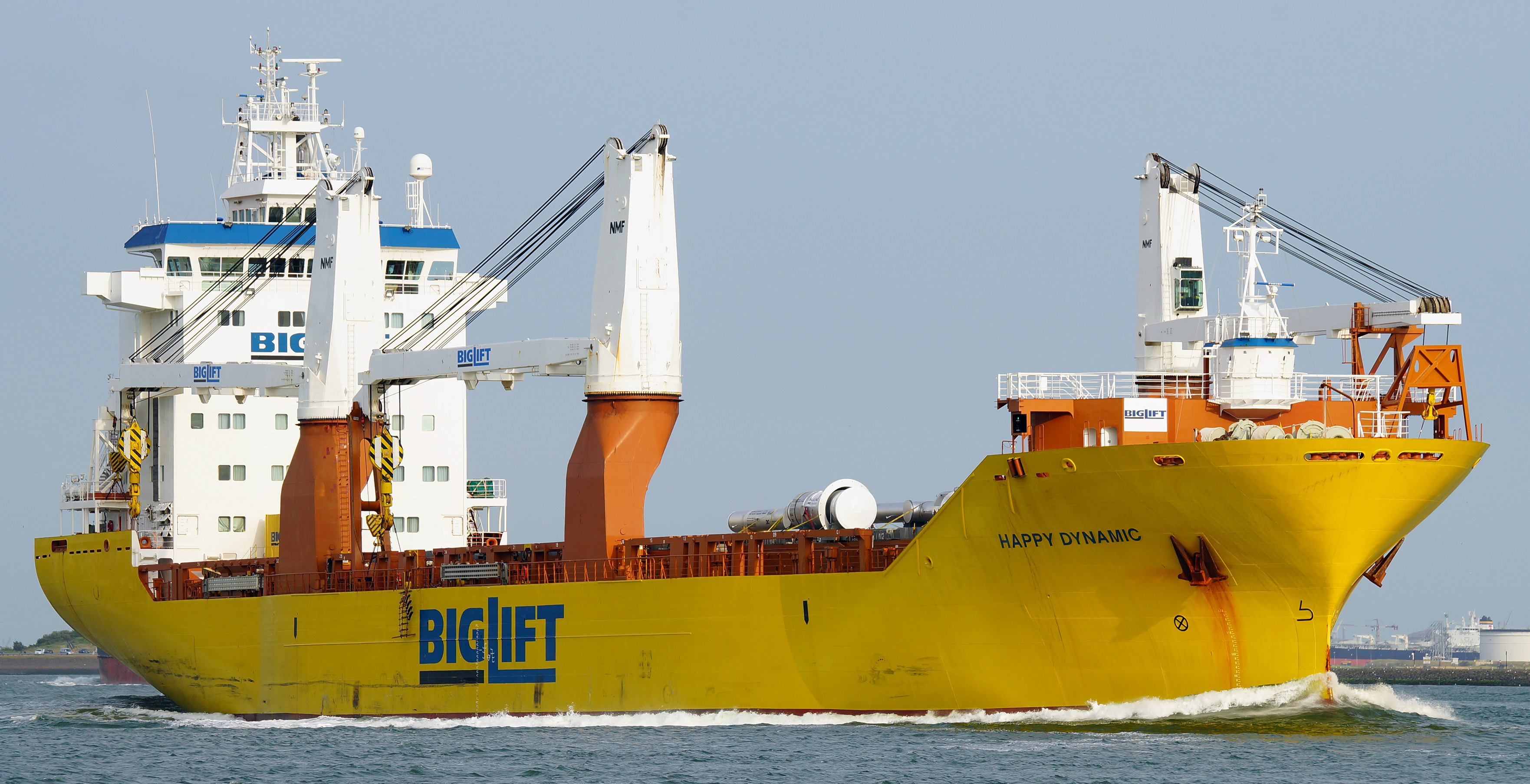
De Happy Dynamic, een vrachtschip met zware kranen

Een vrachtschip is een schip dat uitsluitend bedoeld is voor het vervoer van goederen.
Vrachtschepen zijn te verdelen in schepen voor rivieren en binnenwateren, en schepen voor de zeevaart. Schepen bedoeld voor de zeevaart kunnen in het algemeen geen gebruik maken van de kleinere rivieren en sluizen vanwege hun afmetingen (lengte, breedte, diepgang en hoogte). De grotere rivieren zoals de Schelde en de Elbe worden zelfs zo druk bevaren door zeeschepen, dat havens als die van Antwerpen en Hamburg er hun bestaansrecht aan ontlenen. Vrachtschepen worden soms wel gebouwd met de maximale afmetingen waarmee het nog net een op een bepaalde route liggende kanaal, sluis, brug of ondiepte kan passeren. Panamax-schepen kunnen bijvoorbeeld nog net door de sluizen van het Panamakanaal. Ook kleinere schepen in de kustvaart en vooral de binnenvaart worden op deze basis gebouwd.

## Typen
Vrachtschepen voor de zeevaart zijn bijvoorbeeld:
- Autoschepen, een speciale versie van het roll-on-roll-offschip, voor het vervoeren van voertuigen over zee
- Bulkcarriers, schepen gespecialiseerd in het vervoer van droge stortgoederen zoals erts, graan en steenkool
- General-cargo-schepen; dit zijn schepen die onder andere stukgoed en gestorte lading zoals ijzererts vervoeren. Ook is het mogelijk om zware lading te vervoeren hoewel dit niet echt gebruikelijk is
- Tankers, bijvoorbeeld chemicaliën-, olie-, gas- en productentankers. Deze schepen zijn ingericht voor het vervoer van vloeistoffen. Het gas in een gastanker wordt onder een zo hoge druk vervoerd dat het vloeibaar is. De grootste tankers zijn de Ultra Large Crude Carriers (ULCC's)
- OBO-carriers, schepen die speciaal zijn gebouwd voor het vervoer van bulklading. Bulklading staat voor gestorte lading
- Containerschepen; dit zijn schepen die zijn ingericht voor het vervoer van containers die een standaardafmeting hebben.
- Zwareladingschepen, dit zijn bijzondere schepen die gespecialiseerd zijn in het vervoer van zware lading.
- Veeschepen voor het transport van levende dieren.